# 圣皮埃尔德科尔梅耶
圣皮埃尔-德科尔梅耶（法語：Saint-Pierre-de-Cormeilles，法語發音：[sɛ̃ pjɛʁ də kɔʁmɛj]，意为“科尔梅耶的圣皮埃尔”）是法国厄尔省的一个市镇，位于该省西部，科尔梅耶西部，属于贝尔奈区。

## 地理
圣皮埃尔-德科尔梅耶（49°14'13"N, 0°23'3"E）面积17.29 平方千米，位于法国诺曼底大区厄尔省，该省份为法国北部内陆省份，北起滨海塞纳省，西接奧恩省和卡爾瓦多斯省，南至厄尔-卢瓦省，东临瓦兹省、瓦兹河谷省和伊夫林省。
与圣皮埃尔-德科尔梅耶接壤的市镇（或旧市镇、城区）包括：博讷维尔拉卢韦、勒福、勒潘、科尔梅耶。
圣皮埃尔-德科尔梅耶的时区为UTC+01:00、UTC+02:00（夏令时）。

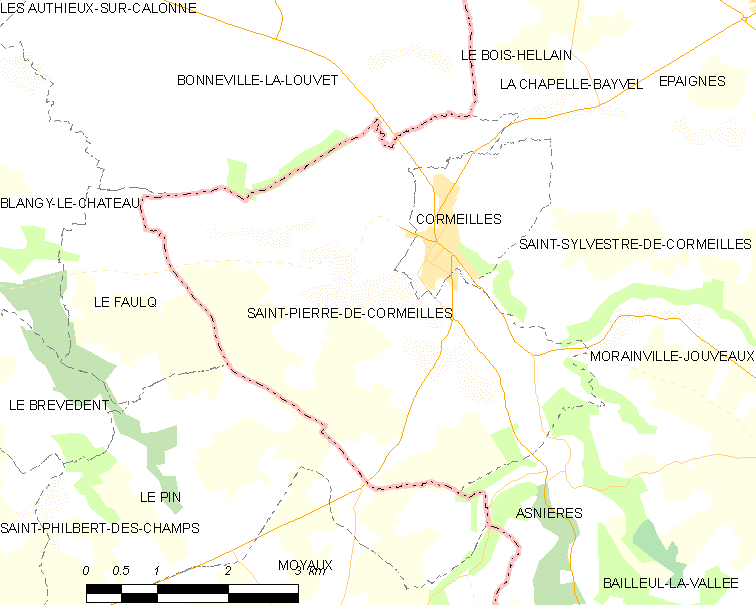
圣皮埃尔-德科尔梅耶的OSM定位图

## 行政
圣皮埃尔-德科尔梅耶的邮政编码为27260，INSEE市镇编码为27591。

## 政治
圣皮埃尔-德科尔梅耶所属的省级选区为伯兹维尔县。

## 人口

1962-2008年间圣皮埃尔-德科尔梅耶人口变化图示

圣皮埃尔-德科尔梅耶于2022年1月1日时的人口数量为580人。